# Hellenhahn-Schellenberg
Hellenhahn-Schellenberg település Németországban, Rajna-vidék-Pfalz tartományban. Lakosainak száma 1207 fő (2023. december 31.).

## Népesség
A település népességének változása:
| Lakosok száma | 1105 | 1221 | 1220 | 1244 | 1230 | 1207 |
|               | 1975 | 2017 | 2019 | 2021 | 2022 | 2023 |